# Genealogía, heráldica y documentación
Genealogía, heráldica y documentación es un libro publicado en 2014 por la Universidad Nacional Autónoma de México a través del Instituto de Investigaciones Históricas (UNAM), y ha sido coordinado por los historiadores mexicanos Amaya Garritz y Javier Sanchiz, como organizadores de la XVI Reunión Americana de Genealogía y VI Congreso Iberoamericano de las Ciencias Genealógica y Heráldica. Este evento fue celebrado en el marco del Bicentenario de la Independencia de México y desarrollado en la ciudad de Morelia (Michoacán), del 11 al 15 de octubre de 2010. Esta obra contiene los trabajos expuestos, previa evaluación favorable por una comisión dictaminadora establecida para tal efecto.
Los estudios sobre genealogía y heráldica han experimentado una fuerte expansión en el ámbito académico internacional. En América Latina, España y Portugal, la literatura sobre grupos familiares, identificación de blasones y biografías colectivas, sustentada en una perspectiva histórica, adquiere ya un desarrollo relevante simultáneo. En México la investigación sobre el tema cuenta con varios centros que agrupan a algunos estudiosos. Entre ellos destacan la Academia Mexicana de Genealogía y Heráldica, con sede en la Ciudad de México, que publica sus resultados desde 1945; la Academia Francisco de Montejo de Mérida (Yucatán); y la Academia de Genealogía y Heráldica Mota-Padilla de Guadalajara (Jalisco).

## Antecedentes
El Instituto de Investigaciones Históricas (UNAM) es, así mismo, un espacio en el que actualmente se desarrolla la investigación genealógica a través del Seminario de Genealogía Mexicana, coordinado por Javier Sanchiz y Amaya Garritz. Se cuenta ya con un importante banco de datos sobre grupos familiares en México, puesto en línea, y una de sus actividades prioritarias es fomentar el estudio genealógico de los alumnos del posgrado en la Facultad de Filosofía y Letras de la misma Universidad Nacional Autónoma de México.
La celebración del Bicentenario de la Independencia de México en 2010 fue un momento crucial para abordar estas temáticas teniendo como contexto histórico la emancipación americana. Es por ello que los coordinadores de la XVI Reunión Americana de Genealogía y VI Congreso Iberoamericano de las Ciencias Genealógica y Heráldica propusieron, en el marco de este evento, un encuentro académico internacional en el que se examinara el momento histórico de la constitución de la familia en diferentes escenarios latinoamericanos y del espacio ibérico.
Entre las temáticas fundamentales de estudio se encuentran siete:
- a) origen geográfico de las familias protagónicas del movimiento de independencia;
- b) reacomodos sociales de integrantes de los bandos realista e insurgente;
- c) ruptura de la presencia en el territorio americano de familias procedentes de la península ibérica;
- d) la empresa familiar en los nuevos escenarios políticos;
- e) la concesión de títulos nobiliarios como muestras de fidelidad a la Corona;
- f) la promoción social-familiar tras la participación de los movimientos de independencia;
- g) el destino político y social de los actores de la Independencia y continuidades familiares hasta la actualidad.

## Contenido
El contenido del volumen está formado de: Introducción, veintisiete ensayos e Índice general. Los veintisiete trabajos presentados por los delegados mexicanos y extranjeros van relacionados en el siguiente cuadro:

«Este conjunto de trabajos es testimonio de la expansión que los estudios sobre genealogía y heráldica están adquiriendo en el ámbito académico internacional.»

|    | País                      | Título de Ponencia | Autor |
| -- | ------------------------- | --- | --- |
| 1  | Bandera de México         | La limpieza de sangre: piedra angular de la nobleza durante las postrimerías de la dominación española en tierras novohispanas y novogalaicas                                                   | Alejandro Mayagoitia |
| 2  | Bandera de Alemania       | Blanquear apellidos: los Oñate-Salazar y el papel de los Rivadeneyra de Medina de Rioseco, en el virreinato de la Nueva España del siglo XVI                                                    | Thomas Hillerküss |
| 3  | Bandera de Argentina      | De España a América: los Ruiz de Alarcón | Alicia Sosa de Alippi y Federico Masini |
| 4  | Bandera de Argentina      | Los de Lascurain (Antzuola, 1307 – Nueva España, 1809). Tres episodios | Lourdes Lascurain Orive de Doucet |
| 5  | Bandera de Perú           | Un inca, dos ñustas y siete conquistadores en una familia cuzqueña | Carmen Ruiz de Pardo |
| 6  | Bandera de México         | Las redes familiares de Lorenzo de la Hidalga en Nueva España. Una visión desde la historia del arte                                                                                            | Ninel Valderrama Negrón |
| 7  | Bandera de España         | Notas para el estudio de una familia española entre dos mundos: los Fernández Villamil | Jaime de Salazar y Acha |
| 8  | Bandera de Perú           | Juan Pío de Tristán y Moscoso, un moderno político en la emancipación del Perú | Mela Bryce de Tubino |
| 9  | Bandera de España         | La destrucción de emblemas heráldicos por motivos ideológicos: revoluciones de los siglos XVII-XIX en Europa y en México                                                                        | Gerard Marí i Brull |
| 10 | Bandera de México         | Los Sánchez Pareja y su inserción en la sociedad mexicana | Javier Sanchiz Ruiz |
| 11 | Bandera de México         | Los Villaseñor: desde Guayangareo, Michoacán, a la Independencia nacional | Rodrigo-Alonso López-Portillo y Lancaster-Jones |
| 12 | Bandera de México         | Permanencia y control familiar del Cabildo angelopolitano | Francisco Pérez de Salazar Verea |
| 13 | Bandera de México         | Realistas e insurgentes. Socios y descendientes de la Real Sociedad Bascongada de los Amigos del País                                                                                           | Amaya Garritz Ruiz |
| 14 | Bandera de Costa Rica     | Familia y emancipación americana. El papel de los antepasados maternos en la Independencia (Ecuador, Colombia y Costa Rica)                                                                     | Yves de La Goublaye de Ménorval Rodríguez-Quirós |
| 15 | Bandera de México         | La familia Anzorena y Foncerrada. Movilidad de una familia novohispana en las postrimerías del virreinato                                                                                       | Eugenio Mejía Zavala |
| 16 | Bandera de México         | Armerías primitivas del linaje Moctezuma | José Carlos Casas y Sánchez |
| 17 | Bandera de México         | Las armas reales de España en la porcelana china de exportación | José Ignacio Conde y Cervantes |
| 18 | Bandera de Chile          | Racismo y genealogía (der Ahnenpass) | Isidoro Vázquez de Acuña |
| 19 | Bandera de México         | Parentesco jurídico y ritual en Yucatán durante la primera mitad del siglo XIX | Betty Luisa Zanolli Fabila |
| 20 | Bandera de México         | Juan José de Juangorena y Miguelena. Familia, universidad e iglesia en las postrimerías de la Nueva España                                                                                      | Giovanni Brembilla, Sara C. Corona Lozada, José Leonardo Hernández, Helena Mateos Ortega, Daniela Pastor Téllez, Mario Sánchez Aguilera, María Leticia Vázquez Oropeza y Javier Sanchiz Ruiz |
| 21 | Bandera de Perú           | Lequerica y los Aurre. Del señorío de Vizcaya a Laja, Lima y otros destinos andinos | Paul Rizo Patrón Boylan |
| 22 | Bandera de Costa Rica     | Gonzalo Robles Fernández: un costarricense que destacó en los Estados Unidos Mexicanos, gran nación a la que sirvió con inmensa lealtad y excelencia                                            | Giselle Fernández Alfaro |
| 23 | Bandera de Estados Unidos | Noble, pero no tan noble: la búsqueda de la nobleza en las líneas de Melitón González Trejo | George Ryskamp |
| 24 | Bandera de Chile          | Archivos de Secretaría de Gobierno: el caso de Capitanía General en el Reino de Chile | Juan Guillermo Muñoz Correa |
| 25 | Bandera de México         | Familia, poder y negocios: el conde de San Bartolomé de Xala | Gloria Lizania Velasco Mendizábal |
| 26 | Bandera de México         | Un camino hacia la cúspide. Semblanza biográfica del I conde de la Cortina (1741-1795) | Luis del Castillo Múzquiz |
| 27 | Bandera de España         | Las inexactitudes genealógicas utilizadas para las rehabilitaciones de los títulos de marqués de Jódar y conde de Medina y Torres, ascendencias medievales toresanas en linajes de Nueva España | Javier Gómez de Olea y Bustinza |

## Ficha bibliográfica
Genealogía, heráldica y documentación / coordinadores: Amaya Garritz y Javier Sanchiz – México: Instituto de Investigaciones Históricas (UNAM), 2014. 850 páginas + 16 de ilustraciones y cuadros – Serie Novohispana, 94. Dimensiones: 23 x 16.8 x 5 centímetros.